# Almada (gemeente)
Almada is een plaats en gemeente in het Portugese district Setúbal op de zuidoever van de Taag.
De gemeente heeft een totale oppervlakte van 70 km² en telde 177.400 inwoners in 2021.

## Geschiedenis
In de 8ste eeuw is de plaats (al-Ma'din) in handen gekomen van de moslims van Al-Andalus. Na Lissabon viel Almada in 1147 aan koning Alfonso I van Portugal. De overblijvende moslims kregen een vrije aftocht. In 1191 werd de stad nog verwoest door Al-Mansur ibn Abi Aamir.

## Geboren
- André Horta (1996), voetballer
- Leonardo Miramar Rocha (1997), voetballer
- Gonçalo Inácio (2001), voetballer
- Hélio Varela (2002), Kaapverdisch voetballer

## Plaatsen in de gemeente
De gemeente bestaat uit de volgende freguesias:
- Almada
- Cacilhas
- Caparica
- Charneca de Caparica
- Costa da Caparica
- Cova da Piedade
- Feijó
- Laranjeiro
- Pragal
- Sobreda
- Trafaria